# 전주국악방송
전주국악방송(全州國樂放送, Jeonju Gugak Broadcasting System)은 대한민국 전통 및 창작 국악 보급 교육과 국악의 대중화를 위하여 2011년 10월 27일에 개국한 문화체육관광부 소관의 재단법인으로 대한민국 전북특별자치도 전주, 익산, 김제, 군산, 완주 지역의 국악 전문 공영 라디오 방송국이다.

## 방송국 개요
전주국악방송
- 위치: (55041) 전북특별자치도 전주시 완산구 한지길 64 전주한옥마을 내
- 개국: 2011년 10월 27일
- 방송권역
  - 일원: 전주, 익산
  - 일부: 김제, 군산, 완주

자세한 링크 https://www.igbf.kr/gugak_web/?sub_num=904

## 주요 사업
- 국악방송사업
- 국악방송프로그램의 제작보급
- 국악창작교육연구 및 각종 대중화사업

## 연혁

### 2010년대
- 2011 10.27 전주국악방송 개국
- 2012 10.12 전주 국악방송 개국 1주년, 전주소리문화관 개관 1주년 기념 기획공연 ‘일세지웅-성창순’ 생중계 (전주소리문화관 놀이마당)
- 2012 10.19 전주 국악방송 개국 1주년, 전주소리문화관 개관 1주년 기념 기획공연 ‘일세지웅-유영애’ 생중계 (전주소리문화관 놀이마당), 전주 국악방송 개국 1주년, 전주소리문화관 개관 1주년 기념기획공연 ‘일세지웅-김수연’ 생중계 (전주소리문화관 놀이마당), 제2회 참국사 모임, 전주 국악방송 개국 1주년 기념 ‘얼쑤! 가을 소풍!!’ 공개방송 (전주소리문화관 대청)
- 2013 10.25 전주국악방송 개국2주년 기념 기획공연 일세지웅(一世之雄)
- 2015 10.11 전주국악방송 개국4주년 기념 <나도야 소리꾼> 특집 공개방송

### 2020년대
- 2024 01.18 전북특별자치도 전주시 완산구 한지길 64 전주한옥마을 내

## 조직

### 사장
- 이사회
- 감사

### 방송본부
- 심의자료실
- 경영기획부
- 방송제작부
- 방송기술부
  - 방송망인프라팀
- 문화영상콘텐츠부
- 광주국악방송
- 대전국악방송

## 방송 송출 시설망
| 송신소        | 주파수    | 출력 | 송신소 위치                      | 비고 |
| ------------- | --------- | ---- | -------------------------------- | ---- |
| 미륵산 송신소 | FM 95.3㎒ | 1㎾  | 전북 익산시 삼기면 연동리 산69-2 |      |

### 로고송
- 정겨운 노래가 들려요 흥겨운 장단에 춤춰요 당신의 미소가 번져요 사랑해요 국악방송[1]
- 어화둥둥 내 사랑 둥기둥 두덕 둥기둥 두덕 어화둥둥 내 사랑 사랑해요 국악방송[2]
- 음~ 랄라라 라라라~ 랄라라 라라라~ 랄라라라라 랄랄라 국악방송 사랑해~ 국악방송 사랑해~[3]

## 방송
- 매일 02:00 ~ 05:00 흐르는 음악처럼 [광주]
- 매일 05:00 ~ 07:00 김성필의 솔바람 물소리 [대전]
- 매일 07:00 ~ 09:00 이한철의 창호에 드린 햇살
- 매일 09:00 ~ 10:30(본) 00:00 ~ 01:30(재) 송지원의 국악산책
- 매일 10:30 ~ 11:00(본), 19:30 ~ 20:00, 01:30 ~ 02:00(재) 양준모의 당신을 위한 노래
- 월~금요일 11:00 ~ 12:00 한석준의 문화시대
- 토~일요일 11:00 ~ 12:00(본), 22:00 ~ 23:00(재) 은영선의 함께 걷는 길
- 매일 12:00 ~ 14:00 음악이 흐르는 마루 [전주]
- 월~금요일 14:00 ~ 16:00 바투의 상사디야
- 토~일요일 14:00 ~ 16:00 권미희,강길원의 온고을 상사디야
- 월~금요일 16:00 ~ 18:00 황민왕의 노래가 좋다
- 토~일요일 16:00 ~ 18:00 풍류가 좋다
- 매일 18:00 ~ 19:30 김보미의 맛있는 라디오
- 월~목요일 20:00 ~ 21:30 송현민의 FM국악당
- 매일 21:00 ~ 22:00 황인찬의 글과 음악의 온도
- 월~금요일 22:00 ~ 00:00 이세준의 음악이 좋은 밤
- 토~일요일 23:00 ~ 24:00 앙코르 고전, 지혜로 만나는 세계

## 참조
1. ↑  “보관된 사본”. 2016년 9월 27일에 원본 문서에서 보존된 문서. 2020년 6월 15일에 확인함.
2. ↑  http://skun.info/radio2011/play.php?url=http://cfile24.uf.tistory.com/original/184A134C4F0EE73913A37B 보관됨 2016-09-27 - 웨이백 머신, http://skun.info/radio2011/play.php?url=http://cfile1.uf.tistory.com/original/125C71344E6E783C231DD5 보관됨 2016-09-27 - 웨이백 머신
3. ↑  “보관된 사본”. 2016년 9월 27일에 원본 문서에서 보존된 문서. 2020년 6월 15일에 확인함.